# Bustadmyrtjärnen (Gåxsjö socken, Jämtland)
Bustadmyrtjärnen är en sjö i Strömsunds kommun i Jämtland och ingår i Indalsälvens huvudavrinningsområde.